# Ceraspis diversa
Ceraspis diversa är en skalbaggsart som beskrevs av Frey 1962. Ceraspis diversa ingår i släktet Ceraspis och familjen Melolonthidae. Inga underarter finns listade i Catalogue of Life.